# Paso Gavia
El Paso Gavia (en italiano: Passo di Gavia), es un paso de montaña ubicado en los Alpes Réticos meridionales a 2.621 m s. n. m. Es uno de los pasos de montaña más altos de Europa y se encuentra en la frontera de las provincias de Sondrio y Brescia (Lombardía), conectando Ponte di Legno con Bormio, a través de la carretera estatal 300. 
Presenta un medio ambiente y vegetación típica de altitud, con un lago alpino en la cima llamado Lago Blanco. Desde allí se pueden observar el monte Ortler y el Adamello, así como el Cuerno dei Tre Signori, el Tresero, el San Mateo y hacia el sur, el Val delle Messi donde se encuentra el Lago Negro.

## Ciclismo
El Gavia es una de las míticas subidas del Giro de Italia, principalmente la vertiente sur que parte de Ponte di Legno. Clasificada como de 1.ª categoría, tiene 17,3 km de largo y una pendiente media del 7,9 % (rampas máximas del 16 %) y un desnivel de casi 1400 m. La vertiente norte desde Bormio, es más larga pero tiene menor inclinación, lo cual la hace menos difícil de subir. Solamente en 2010 se subió por la cara norte.
Se ascendió por primera vez en 1960 y fue Cima Coppi 6 veces, en 1996, 1999, 2004, 2006, 2008 y 2010.
Uno de sus pasajes más memorables se produjo en 1988 durante la 14.ª etapa. En la noche había nevado y amaneció con el cielo cubierto y se pronosticaba nieve en la cima. Aun así, las autoridades del Giro decidieron correr la etapa y los ciclistas debieron soportar condiciones extremas de frío, lluvia y nieve. Aunque el ascenso fue duro, lo peor fue la bajada hacia Bormio, donde muchos se veían imposibilitados siquiera de poder frenar debido al hielo acumulado en las llantas y a que sus manos estaban rígidas por el frío. Muchos de ellos descendieron dentro de los vehículos de sus equipos, donde debieron refugiarse para intentar calentarse.

### Palmarés
A continuación se listan los ciclistas que pasaron en primera posición el Paso Gavia en las diferentes ediciones del Giro de Italia:
| Año  | Nombre                     | País         | Etapa |
| ---- | -------------------------- | ------------ | ----- |
| 1960 | Imerio Massignan           | Italia       | 20    |
| 1988 | Johan Van der Velde        | Países Bajos | 14    |
| 1996 | Hernán Buenahora           | Colombia     | 21    |
| 1999 | Chepe González             | Colombia     | 21    |
| 2000 | Chepe González             | Colombia     | 14    |
| 2004 | Vladimir Miholjević        | Croacia      | 18    |
| 2006 | Juan Manuel Gárate         | España       | 20    |
| 2008 | Julio Alberto Pérez Cuapio | México       | 20    |
| 2010 | Johann Tschopp             | Suiza        | 20    |
| 2014 | Robinson Chalapud          | Colombia     | 16    |